# Tư thiên giám Tư thiên lệnh
Tư thiên giám Tư thiên lệnh (司天監司天令, Director of the Imperial Observatory) là vị quan đứng đầu Tư thiên giám tại Việt Nam.
Thời Bảo thái, trật Chánh lục phẩm.
Thời Nguyễn, do Tư thiên giám đổi tên thành Khâm thiên giám, nên chức này được biết với tên mới là Khâm thiên giám Giám chính. Thời Minh Mạng, trật Chánh ngũ phẩm.